# Ambrož Monacký
Ambrož Grimaldi (cca 13??–1433) byl od roku 1419 do roku 1427 pánem Monaka. Vládl společně se svými bratry Janem I. a Antoniem. Byl nejstarším ze tří synů Rainiera II. Monackého a Izabely Asinariové.
Vládnout začal poté, co získal Monako zpět od Janovské republiky, která zemi zabrala v roce 1402. Pravděpodobně v roce 1427 se Jan rozhodl převzít úplnou kontrolu nad Monakem, vyplatil své bratry a dal jim Menton (Ambrož) a Roquebrune (Antoine). Antoine však téhož roku zemřel a Jan o dva roky později prodal Monako milánskému a janovskému panovníkovi Filippu Marii Viscontimu. Ambrož neměl žádné děti, pravděpodobně také nebyl ženatý.